# 白认
白认（1913年—2007年），原名白志远，直隶顺义（今属北京）人，中华人民共和国政治人物、外交官。

## 生平
1953年8月至1955年1月任西康省人民政府副主席。1959年，担任首位中华人民共和国驻摩洛哥大使。1960年，由杨琪良接任。